# Abaquesné de Parfouru
Abaquesné de Parfouru is een sinds 1715 tot de Franse adel behorend geslacht.

## Geschiedenis
De familie is afkomstig uit Valognes in Normandië en heeft een bewezen stamreeks die teruggaat tot in de 17e eeuw. Adel werd verkregen wegens de functie van raad en procureur des konings in Valognes. Patentbrieven werden verleend in maart 1715, de wapenbrief op 6 april 1715.
Het geslacht werd ingeschreven bij de ANF onder nummer 447. In 2007 leefden nog twee mannelijke afstammelingen. In 1992 woonde het hoofd van het geslacht, Guillaume Abaquesné de Parfouru (1951), op het kasteel van Hauteville in Hauteville-Bocage.